# Jaume Genover Carreras
Jaume Genover Carreras (Serinyà, 12 de juny de 1851 - Banyoles, octubre de 1917) fou cirurgià, polític i jutge municipal de Banyoles.

## Orígens i família
Va néixer el 1851 a Can Genover de Serinyà, un antic mas fortificat, edificat entre els segles XV-XIX, conegut també com a Cal Ferrer de les Torres. Era el fill gran del matrimoni format pel Vicenç Genover Ferrer de las Torres i Marimon, jutge d'aquesta població, i de Maria Dolors Carreras. Era una família amb unes arrelades creences religioses, que si bé en el cas d'en Jaume en ser l'hereu no el varen encaminar cap a la vida eclesiàstica, no va passar el mateix amb la resta de germans barons: Ramon, Pere, Enric i Lluís, que sí que s'hi varen dedicar.
Estudià la carrera de medicina i es dedicà a la cirurgia, establint-se a Banyoles a finals dels anys setanta del segle xix, on es va casar amb la Lluïsa Roura Brugada, que li va donar quatre fills: Lluís, que estudià la carrera de dret i exercí de secretari del jutjat de Banyoles; Dolors, que fou monja del convent del Sagrat Cor de Banyoles, Carme i Joaquima.

## Implicació pública
Instal·lat a Banyoles, ciutat de la qual va ser jutge municipal l'any 1897 i jutge suplent el 1903, s'implicà de ple en el teixit associatiu d'aquesta. Fou vocal de la Junta parroquial per a promoure la peregrinació a Roma de l'any 1894 i després a la de Montserrat; va ser vocal, l'any 1895, de la Junta protectora de l'Asil i el 1888 vicepresident de l'acabat de crear Cos de Bombers de Banyoles.
Però on realment es va implicar fou en la defensa de l'ordre religiós, entrant a formar part de la Joventut Catòlica, una associació nascuda arreu del país, en resposta a l'orfandat amb què el liberalisme havia deixat a l'Església Catòlica, i que a Banyoles va veure la llum l'any 1883. D'aquesta institució en Jaume en fou nomenat tresorer l'any 1893 i a partir de 1894, president, fins a l'any 1899.
En uns anys en què la participació política dels ciutadans no es vinculava a un partit ben definit, sinó a associacions i ateneus, de les files de la Joventut Católica en sortirien els membres que encapçalarien les files de les candidatures catòliques, hereves de les idees tradicionalistes dels carlins, amb les que en Jaume hi combregava de ple; de la mateixa manera que l'Ateneu, constituït a finals de 1885, nodria les files de les candidatures republicanes i liberals.
Tanmateix, amb el desig d'integrar diferents sectors catòlics, amb un nou plantejament, es refunda l'entitat amb el nom de Cercle dels Catòlics, i s'aconsegueix recuperar l'ajuntament l'any 1905, però de nou començaren els enfrontaments, aquest cop entre la mateixa junta de l'entitat, clarament d'ideologia carlista, i les autoritats locals que si bé eren membres del Cercle, representaven el sector monàrquic conservador, més lliberal. Els enfrontaments anaren creixent fins que una nova escissió durà als darrers a crear l'any 1906 La Lliga de Defensa de l'Agricultura, la Indústria i el Comerç de Banyoles i Comarca. Aquell mateix any, en Jaume, del que el diari Bañolas en feia ressò per «los disgustos que sufre por considerarle sus propios amigos el principal autor de la próxima disolución del Círculo de Católicos» fou nomenat membre la Junta del Cercle de Catòlics, a la vegada que és un dels signants del Reglament de la Caixa d'Estalvis del Círculo de Católicos de Bañolas, mitjançant el qual es creava com una mena de sucursal bancaria dins l'entitat. Era el mateix any en què la premsa parla de la seva vida professional, de la que tenim molt poques referències. La publicació Bañolas de data 23 de setembre de 1906 i diu que arran d'una afecció cardíaca que havia patit «el sábio médico D.Jaime Genover» pensava «dejar de ejercer la profesión, que a tanta altura puso su nombre con las maravillosas curas realizadas». Aquesta publicació també comentava que pensava deixar la seva residència banyolina i «retirarse a terminar tranquilamente su vida en los patrios lares», referint-se al seu poble nadiu. Per aquest motiu, acaba dient «parece que la manifestación de despedida, que se proponen tributarle los bañolenses, serà triste y sentida y que por su parte los de Seriña se proponen celebrar con grandes festejos la vuelta del hijo pródigo al hogar paterno» Podria ser que durant un temps es retirés de la vida pública banyolina, però no s'hi va desentendre del tot, ja que l'any 1909 i per un període de dos anys el trobem essent el president del Cercle dels Catòlics, i entre 1914 i 1916, exercint com a vocal de la mateixa entitat. Va morir a Banyoles el mes d'octubre de 1917.